# Cynisca senegalensis
Cynisca senegalensis är en ödleart som beskrevs av  Carl Gans 1987. Cynisca senegalensis ingår i släktet Cynisca och familjen Amphisbaenidae. IUCN kategoriserar arten globalt som otillräckligt studerad.
Artens utbredningsområde är Senegal. Inga underarter finns listade i Catalogue of Life.